# Hem-Lenglet
Hem-Lenglet é uma comuna francesa na região administrativa de Altos da França, no departamento do Norte. Estende-se por uma área de 4.94 km². Em 2010 a comuna tinha 566 habitantes (densidade: 114,6 hab./km²).